# Ti Paris
Cyriaque Achille Delmas, nom d'artiste Achille Paris dit Ti Paris, est un musicien, auteur, compositeur, troubadour haïtien né à Jacmel en 1933 et mort dans la même ville en 1979.

## Biographie
Fils d'un cordonnier et d'une commerçante, il rejoint, à 17 ans, Port-au-Prince, où il se fait rapidement un nom. Il devient rapidement ami avec Ferrère Laguerre et José Tavernier qui l'invite à New York.

## Discographie
- Anasilya
- Sérénade à Carrefour
- Ti Paris et sa guitare (1970-71)

## Honneurs
La ville de Jacmel organise depuis 2007 presque annuellement le festi Paris en son honneur.  